# فولترون
فولترون حارس الفضاء (بالإنجليزية Voltron) مسلسل أنيمي كرتوني ياباني أنتج عام 1984. يتكون المسلسل من 52 حلقة تمت دبلجتها باللغة العربية.
كانت قوة «فولترون» مكونة من خمسة من مكتشفي الفضاء. إعتقلهم حاكم كوكب الهلاك «كوكب دووم» الملك «زاركون» بعد هجومه على كوكبهم الأرض وعملوا عبيدا عنده في كوكب الهلاك. تمكنوا من الهرب منه وتوجهوا لكوكب «آيرس» ويحيون أعظم روبوت في المجرة إنه «فولترون» المدافع عن الكون. لكل عضو من قوة «فولترون» قوة مختلفة كل قوة تمثل أسده الذي يقوده فمثلا الأسد الأخضر يدل على الطبيعة والأزرق على الماء وهكذا. وعندما تتحد الخمسة أسود يقومون بتشكيل «فولترون». وتبدأ المعركة بين قوة «فولترون» من جهة والملك «زاركون» وإبنه «كارغل» وكوكب الهلاك من جهة أخرى.
من المرجح أن يعود فولترون مرة أخرى على شاشة التلفزيون من خلال سلسلة جديدة

## وصلات خارجية
- الموقع الرسمي
- فولترون على موقع IMDb (الإنجليزية)
- فولترون على موقع ميتاكريتيك (الإنجليزية)
- فولترون على موقع كينوبويسك (الروسية)
- فولترون على موقع ألو سيني (الفرنسية)
- فولترون على موقع قاعدة بيانات الفيلم (الإنجليزية)
- فولترون على موقع ANN anime (الإنجليزية)